# Evolvulus peruvianus
Evolvulus peruvianus är en vindeväxtart som beskrevs av Helwig. Evolvulus peruvianus ingår i släktet Evolvulus och familjen vindeväxter. Inga underarter finns listade i Catalogue of Life.